# Walk Hard: The Dewey Cox Story
Walk Hard: The Dewey Cox Story er en amerikansk komediefilm fra 2007 instrueret af Jake Kasdan der også har skrevet og produceret filmen i samarbejde med Judd Apatow. Filmen har John C. Reilly og Jenna Fischer i hovedrollerne.

## Medvirkende
- John C. Reilly
- Jenna Fischer
- Raymond J. Barry
- Margo Martindale
- Kristen Wiig
- Tim Meadows
- Chris Parnell
- Matt Besser